# Ода фон Регенщайн
Ода I фон Регенщайн (на немски: Oda I von Regenstein; † 28 август 1283) е графиня от Регенщайн и чрез женитба графиня на Графство Вернигероде в Северен Харц.

## Произход
Тя е дъщеря на граф Зигфрид I фон Регенщайн († 12 март 1245) и съпругата му принцеса София фон Анхалт († 1272/1274), вдовица на херцог Ото I фон Андекс от Мерания († 1234), дъщеря на княз Хайнрих I фон Анхалт († 1251/1252) и Ирмгард фон Тюрингия († ок. 1244). Майка ѝ се омъжва трети път сл. 28 май 1245 г. за Ото Млади фон Хадмерслебен († пр. 1280).
Сестра е на граф Хайнрих II фон Регенщайн († 1284/1285) и полусестра на Гардун фон Хадмерслебен († 1335), женен пр. 1300 г. за графиня Лутгардис фон Регенщайн († 1321), дъщеря на чичо ѝ граф Албрехт I фон Регенщайн († 1284/1286) и София фон Липе († 1290).

## Фамилия
Ода фон Регенщайн се омъжва за граф Конрад II фон Вернигероде († 1 юни 1298), син на Гебхард I фон Вернигероде граф в Дерлингау-Нордтюринггау († сл. 14 юли 1270) и съпругата му Лютгард († сл. 1259). Те имат четири деца:
- Албрехт V фон Вернигероде (* ок. 1244; † сл. 8 юни 1320/1323), граф на Вернигероде (1268 – 1319), женен I. за неизвестна, II. за фон Барби (* сл. 3 май 1272), дъщеря на Бурхард IV фон Барби († 1308) и Клеменция фон Дасел и Нинофер († сл. 1321)
- Фридрих II фон Вернигероде († сл. 1330), граф на Вернигероде
- Лутгард († сл. 1289), омъжена на 15 февруари 1289 г. за граф Зигфрид IV фон Бланкенбург († сл. 13 май 1292), син на граф Хайнрих II фон Бланкенбург († 1308/1311]
- Хайнрих III фон Вернигероде († ок. 1285), граф на Вернигероде